# Lipinia miangensis
Lipinia miangensis — вид сцинкоподібних ящірок родини сцинкових (Scincidae). Ендемік Індонезії.

## Поширення і екологія
Lipinia miangensis відомі за типовим зрізком, зібраним на острові Міанг біля східного узбережжя Калімантану в індонезійській провінції Східний Калімантан. Вони живуть в рівнинних діптерокарпових лісах, на висоті до 100 м над рівнем моря.